# Robustagramma triangulatum
Robustagramma triangulatum är en tvåvingeart som beskrevs av Marshall och Xiaolong Cui 2005. Robustagramma triangulatum ingår i släktet Robustagramma och familjen hoppflugor.
Artens utbredningsområde är Kuba. Inga underarter finns listade i Catalogue of Life.